# 59e cérémonie des Filmfare Awards

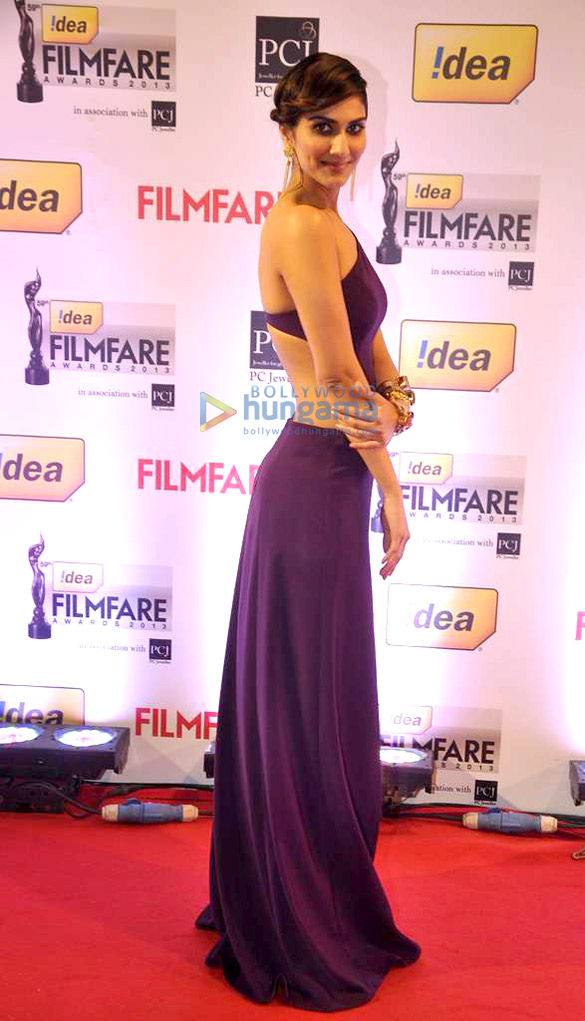
Vaani Kapoor lors de la 59e cérémonie des Filmfare Awards.

La 59e cérémonie des Filmfare Awards a été organisée afin d'honorer les meilleurs films de 2013 de l'industrie du film en langue hindi (communément connue sous le vocable de Bollywood). Les nominations ont été annoncées le 13 janvier 2014. La cérémonie, présentée par les acteurs Ranbir Kapoor et Priyanka Chopra, s'est déroulée le 24 janvier 2014 et a été télédiffusée le 26 janvier 2014.

## Principales récompenses
- Meilleur film : Bhaag Milkha Bhaag de Rakeysh Omprakash Mehra
- Meilleur réalisateur : Rakeysh Omprakash Mehra pour Bhaag Milkha Bhaag
- Meilleur acteur : Farhan Akhtar pour son rôle de Milkha Singh dans Bhaag Milkha Bhaag
- Meilleure actrice : Deepika Padukone pour son rôle dans Ram-Leela
- Meilleur acteur dans un second rôle : Nawazuddin Siddiqui dans The Lunchbox
- Meilleure actrice dans un second rôle : Supriya Pathak dans Ram-Leela
- Meilleur espoir masculin : Dhanush dans Raanjhanaa
- Meilleur espoir féminin : Vaani Kapoor dans Shuddh Desi Romance
- Meilleur compositeur : Ankit Tiwari, Mithoon et Jeet Gannguli
- Meilleur parolier : Prasoon Joshi
- Meilleur chanteur de play-back : Arijit Singh
- Meilleure chanteuse de play-back : Monali Thakur